# Ґуменець
Ґуменець (пол. Gumieniec, нім. Gumenz) — село в Польщі, у гміні Тшебеліно Битівського повіту Поморського воєводства.
Населення — 231 особа (2011).
У 1975-1998 роках село належало до Слупського воєводства.

## Демографія
Демографічна структура станом на 31 березня 2011 року:
|          | Загалом | Допрацездатний вік | Працездатний вік | Постпрацездатний вік |
| -------- | ------- | ------------------ | ---------------- | -------------------- |
| Чоловіки | 118     | 31                 | 72               | 15                   |
| Жінки    | 113     | 31                 | 60               | 22                   |
| Разом    | 231     | 62                 | 132              | 37                   |